# Erik Herseth
Erik Johan Herseth (* 9. Juli 1892 in Aker; † 28. Januar 1993 in Oslo) war ein norwegischer Segler, Opernsänger (Bariton) und Offizier.

## Erfolge
Erik Herseth, Mitglied des Kongelig Norsk Seilforening, wurde 1920 in Antwerpen bei den Olympischen Spielen in der 10-Meter-Klasse nach der International Rule von 1907 Olympiasieger. Er war Skipper der Eleda, die als einziges Boot ihrer Klasse teilnahm. Der Eleda, deren Crew aus Ingar Nielsen, Gunnar Jamvold, Peter Jamvold, Claus Juell und Ole Sørensen und Sigurd Holter bestand, genügte mangels Konkurrenz in zwei Wettfahrten jeweils das Erreichen des Ziels zum Gewinn der Goldmedaille.
Neben seiner Segelkarriere war Herseth ein bekannter Opernsänger, seine Stimmlage war Bariton. Nachdem er zunächst in Oslo wirkte, sang er von 1924 bis 1928 an der Volksoper Wien. Parallel zu seinem Engagement arbeitete er als Korrespondent der Boulevardzeitung Aftonbladet, für die er berühmte Persönlichkeiten wie etwa Josephine Baker interviewte. Herseth war darüber hinaus Offizier der norwegischen Luftwaffe und diente während des Zweiten Weltkriegs bei den norwegischen Truppen in Schweden. Nach dem Krieg arbeitete er als Gesangslehrer, Kunsthändler und Maler unter dem Pseudonym L. Smith. Seine Tochter Astri Herseth sang mehrere Jahre an der norwegischen Staatsoper.